# خانه (فیلم ۱۹۸۳)
«خانه» (ایسلندی: Húsið) یک فیلم است که در سال ۱۹۸۳ منتشر شد.